# Американский психопат 2
«Американский психопат 2» (англ. American Psycho II: All American Girl; часто используется название «Американский психопат 2: Стопроцентная американка») — комедийный слэшер, поставленный режиссёром Морганом Дж. Фриманом и вышедший на физических носителях 18 июня 2002 года. Он основан на романе «Американский психопат» писателя Брета Истона Эллиса и является независимым сиквелом его получившей признание критиков киноадаптации. Фильм имеет минимальную связь с предшественником, ограничиваясь лишь парой отсылок, указывающих на то, что их события происходят в одной вымышленной вселенной; сюжет сиквела повествует о серии убийств, совершённых студенткой по имени Рэйчел Ньюман (Мила Кунис), от рук которой погиб Патрик Бэйтман. Подобно оригиналу, «Американский психопат 2» является чёрной комедией, но ярче выражает юмористическую составляющую.
Изначально фильм носил название «Девушка, которая не хочет умирать» (англ. The Girl Who Wouldn't Die) и не имел никакого отношения к произведению Эллиса, однако после успеха фильма 2000 года студия решила привязать его к «Американскому психопату». Когда фильм находился на стадии производства, в сценарий были внесены небольшие изменения, дабы как-то связать его с «Американским психопатом», и была дополнительно снята вступительная сцена с участием Патрика Бэйтмана. Подписывая контракт, актёры не подозревали, что «Девушка, которая не хочет умирать» станет сиквелом. «Американский психопат 2» получил исключительно отрицательные оценки со стороны критиков и зрителей и имеет рейтинг 0% на Rotten Tomatoes; он вдвойне подвергся критике из-за неудачной привязки к киноленте Мэри Хэррон и обесценивания её концовки. Фильм также был раскритикован Истоном Эллисом и Милой Кунис, которая считает его чёрным пятном в своей фильмографии.

## Сюжет
Фильм начинается с рассказа главной героини Рэйчел Ньюман (Мила Кунис) о том, как в детстве её няня Клара взяла девочку на свидание с серийным убийцей Патриком Бэйтманом (главным действующим лицом фильма «Американский психопат»). Пока Патрик расправлялся с няней, девочка убила его. Тела Бэйтмена и няни Клары полиция нашла спустя несколько дней, но о связи Рэйчел с этим делом никто и не подумал.
Далее действие фильма переносится в настоящее время. Рэйчел — одна из лучших учащихся колледжа, она посещает курсы профессора Роберта Старкмана (Уильям Шетнер), бывшего сотрудника ФБР и эксперта по поимке серийных убийц. Старкман поменял сферу деятельности на преподавательскую после того, как не смог раскрыть загадочную смерть маньяка Патрика Бэйтмена. Рэйчел мечтает попасть на должность ассистента Старкмана, так как это является для неё «билетом в будущее» (из десяти последних ассистентов Старкман девять были приняты в ФБР по его протекции). Так как Элизабэт МакГуаер (Ким Шранер), нынешний помощник профессора, была принята в элитную программу подготовки ФБР и покидает колледж, Старкман обещает назвать имя нового ассистента на следующей неделе. Несмотря на то, что Рэйчел имеет лучший средний балл среди всех, кто ходит на лекции профессора у неё появляются несколько конкурентов: Брайан Лидс (Робин Данн), имеющий очень богатых и влиятельных родителей, Кассандра Блэр (Линди Бут), являющаяся любовницей Старкмана, и Кит Лоусон (Чарльз Оффисер), которого Рэйчел считает самым опасным соперником, так как по среднему баллу они почти равны.
В следующей сцене Рэйчел стоит в очереди к секретарю колледжа, чтобы подать заявку на кандидатуру ассистента профессора Старкмана. Из-за двери она слышит, как Брайан Лидс кричит на секретаршу, потому что она не принимает его заявку в связи с плохой успеваемостью, даже несмотря на то, что у него богатые родители. После того как он уходит, заходит Рэйчел. Однако секретарша тоже отказывает ей, говоря, что должность она не получит, так как учится только на первом курсе, а принимают только с третьего, и просит её подождать пару лет. Рэйчел спорит с ней, указывая на то, что профессор разрешил, но ничего не добивается. В этот же день в дом секретарши пробирается некто в капюшоне и убивает её.
Далее уже в общежитии человек в капюшоне подходит и стучится в комнату Рэйчел. Им оказывается Брайан Лидс. Он приглашает Рэйчел вместе поужинать. Девушка сначала отказывается, но в итоге принимает приглашение. На свидании Брайан пытается подкупить Рэйчел, чтобы она отказалась от кандидатуры. Однако девушка не принимает предложение. Потом Рэйчел приводит пьяного Брайана к себе в комнату, где душит его растянутым презервативом. Выясняется, что убийцей в капюшоне, что убил секретаршу, тоже была она.
После убийства Брайана Рэйчел решает сходить к психологу Эрику Дэниелзу (Джерент Вин Дэйвис). Её стремление стать ассистентом во что бы то ни стало пугает его. Поэтому после сеанса он решает позвонить Старкману и предупредить о том, что одна из его учениц является социопаткой. Эрик не называет её имени, чтобы хоть как-то соблюсти врачебную тайну, и надеется, что профессор догадается, о ком идет речь. Вдруг Рэйчел возвращается по среди звонка, так как забыла ключи. Она догадывается, кому звонил психолог, и намекает на это, после чего уходит.
Рэйчел решает развеяться и сходить на вечеринку в особняке декана. Заодно поближе узнать Старкмана и втереться к нему в доверие. Но обнаруживает, что профессор уже окружен студентками, и провести с ним время не получится. Вдруг к ней подходит Кассандра, с которой они являются подругами, и говорит ей по секрету, что станет ассистентом. Оказалось, что Старкман уже решил, что сделает ассистентом свою любовницу. Рэйчел предлагает уйти в более безлюдное место, якобы чтобы Кассандра рассказала все подробнее. В итоге она убивает свою подругу в её комнате, инициировав самоубийство.
Далее Рэйчел снова идет к психологу. Она указывает на его обман на прошлом визите, и говорит, что у него жалкая жизнь без будущего.
Остается последний конкурент на должность ассистента — Кит Лоусон. После занятий Рэйчел преследует его до библиотеки, где закалывает его ударом в шею. В это время Старкман, обеспокоенный тем, что Кассандра давно ему не отвечает на звонки, приходит к ней в комнату. Обнаружив её тело, он звонит психологу и говорит, что та девушка, о которой Эрик упоминал, повесилась. Оказалось профессор подумал, что это Кассандра ходит к психологу, а не Рэйчел. Психолог же думает, что повесилась Рэйчел и что именно она была любовницей Старкмана.
Наступает последний день перед каникулами и в этот день объявят нового ассистента. Однако выясняется, что Старкман из-за смерти любовницы решает взять отпуск, и ассистента в этом году не будет. Рэйчел не готова с этим мириться и тем же вечером идет к Старкману, чтобы соблазнить его. Но Старкман узнает у неё на шее кулон, подаренный им Кассандре и её платье. Тогда Рэйчел говорит, что она все это время была влюблена в него, ещё с раннего возраста, когда Бэйтман убил её няню. Оказывается, что няня была любовницей профессора в то время, когда он как раз подозревал Бейтмана в качестве серийного убийцы и искал улики против него. И все это время он винил себя в смерти Клары, ведь она от него узнала о Бейтмане. В итоге после этих воспоминаний пьяный Старкман отшатывается от Рэйчел и вываливается из окна. Это все видит уборщик, которого впоследствии девушка убивает. Потом она уезжает вместе с трупом Старкмана на его машине, по пути убив заметившего их охранника.
На следующий день к Рэйчел приезжают её родители, чтобы навестить её. Она приглашает их пойти в ресторан вечером и просит их уйти из комнаты, ссылаясь на незаконченные дела. На самом же деле у неё в шкафу все это время был труп и из него исходил сильный запах. Оказалось, что её зовут вовсе не Рэйчел, и она даже не поступала в этот колледж. Она убила одну из студенток, которая была сиротой и все это время ей притворялась, поместив труп девушки в шкаф.
Вечером Рэйчел отправляется в ресторан. В тот же ресторан по случайности приходит и психолог со своей матерью. Он понимает, что Рэйчел все ещё жива, и просит объяснить, что происходит. Она объясняет, что повешенная не она, а другая девушка. Психолог начинает подозревать, что Рэйчел в чём-то замешана и решает после ужина навестить профессора Старкмана. Но обнаруживает, что он пропал. После этого он идет в полицию и вместе с полицейскими отправляется на поиски Рэйчел.
Рэйчел же решает уехать вместе с трупом Старкмана и трупом настоящей Рэйчел на старую мельницу. По пути её замечает психолог из машины полицейских, и начинается погоня. В какой-то момент она отрывается от полицейских, но эта дорога ведет только к мельнице, так что погоня продолжается. Приехав туда, они обнаруживают труп, психолог узнает в нём Старкмана. Вдруг в их сторону начинает ехать машина. Но все успевают отскочить и машина влетает в реку и взрывается.
Проходит некоторое время. Психолог стал знаменит, он написал книгу о тех происшествиях и теперь рассказывает лекции о серийной убийце Рэйчел Ньюман. Когда он даёт автографы, к нему подходит девушка, представившись как Элизабет МакГуаер, и намекает, что она Рэйчел. Все это время она была жива, а труп в машине был трупом настоящей Рэйчел. После этого девушка покидает аудиторию. От другого студента психолог узнает, что она первый студент-второкурсник, кто смог попасть в ФБР.

## Саундтрек
- Dirtmitts — «In the Meantime»
- Эмилиана Торрини — «Dead Things»
- Bif Naked[англ.] — «Dawn»
- Rilo Kiley[англ.] — «Wires and Waves»
- Kelly — «Stuck with You»
- Old 97's[англ.]* — «Buick City Complex»
- Tsar — «Ordinary Girl», «The Girl Who Wouldn’t Die»
- Norman Orenstein & William Sperandei — «Faster Women»
- Electric Frankenstein[англ.] — «My World»
- Имоджен Хип — «Angry Angel»
- Catatonia — «Dead From the Waist Down»
- Clare Muldaur — «Emotional Lab Toy»[7]

## В ролях
| Актёр              | Роль                      |
| ------------------ | ------------------------- |
| Мила Кунис         | Рэйчел Ньюман             |
| Уильям Шетнер      | профессор Роберт Старкман |
| Ким Шранер         | Элизабэт МакГуаер         |
| Линди Бут          | Кассандра Блэр            |
| Джерент Вин Дэйвис | доктор Эрик Дэниэлз       |
| Робин Данн         | Брайан Лидс               |
| Чарльз Оффисер     | Кит Лоусон                |
| Ким Пуарье         | Барбара Браун             |
| Кейт Келтон        | няня Клара                |
| Майкл Кремко       | Патрик Бэйтман            |

## Производство
Фильм был выпущен на VHS и DVD 18 июня 2002 года. Дополнительные материалы включали художественный комментарий с участием режиссёра Фримена, звезды Кунис, удаленные сцены и трейлер. Дебют фильма на Blu-ray состоялся 5 сентября 2017 года. Он включает в себя все дополнительные материалы на DVD, а также цифровую копию.

## Критика
Американский психопат 2 был раскритикован критиками. Сайт-агрегатор рецензий Rotten Tomatoes давал фильму удивительный рейтинг 0% на основе 8 обзоров со средним баллом 2,90 из 10.
Кинокритик Роб Гонсалвес писал: «Ради всего святого, «Американский психопат 2» даже не должен был стать продолжением «Американского психопата»! Lions Gate заметили, что первый фильм получил признание критиков и не слишком плохо смотрелся в кинотеатрах, поэтому они стряхнули пыль с не имеющего к нему отношения сценария и изменили его так, чтобы хоть как-то связать с первым фильмом».
Фильм был осуждён автором «Американского психопата» Бретом Истоном Эллисом за год до его выпуска. В 2005 году Мила Кунис выразила смущение по поводу фильма и высказалась против идеи третьей части. «Пожалуйста, кто-нибудь, остановите это», — сказала она. «Напишите петицию. Когда я снималась во второй части, я не знала, что это будет «Американский психопат 2». Предполагалось, что это будет другой проект, и он был отредактирован заново, но, оооо... Я не знаю. Это просто плохо».